# Piacenza (tỉnh)
Tỉnh Piacenza (Tiếng Ý: Provincia di Piacenza) là một tỉnh ở vùng Emilia-Romagna của Ý. Tỉnh lỵ là thành phố Piacenza.
Tỉnh này óc 273.689 dân (2005). Tổng diện tích là 2.589 km². Có 48 đô thị (danh từ số ít tiếng Ý:comune) ở trong tỉnh này  Lưu trữ ngày 7 tháng 8 năm 2007 tại Wayback Machine, xem các đô thị tỉnh Piacenza. Tại thời điểm ngày 31 tháng 5 năm 2005, các đô thị chính xếp theo dân số là:
| Đô thị                 | Dân số |
| ---------------------- | ------ |
| Piacenza               | 99.402 |
| Fiorenzuola d'Arda     | 13.976 |
| Castel San Giovanni    | 12.743 |
| Rottofreno             | 9.849  |
| Podenzano              | 8.107  |
| Carpaneto Piacentino   | 7.247  |
| Borgonovo Val Tidone   | 7.063  |
| Rivergaro              | 6.159  |
| Pontenure              | 5.616  |
| Cadeo                  | 5.582  |
| San Giorgio Piacentino | 5.526  |
| Monticelli d'Ongina    | 5.310  |
| Castelvetro Piacentino | 5.155  |